# Microprotopus shoemakeri
Microprotopus shoemakeri is een vlokreeftensoort uit de familie van de Microprotopidae. De wetenschappelijke naam van de soort is voor het eerst geldig gepubliceerd in 1972 door Lowry.